# 中立的觀點 (維基媒體)
中立的觀點（英語：Neutral point of view，略稱）是維基媒體的基本規則，也是維基百科五大支柱之一。此規則要求所有維基媒體內容和維基百科條目內容要以中立的觀點的記事。同時，這也是維基百科三大核心內容方針之一。:1部分維基農場也有使用此政策。

## 定立

### 拉里·桑格的見解和非偏見政策

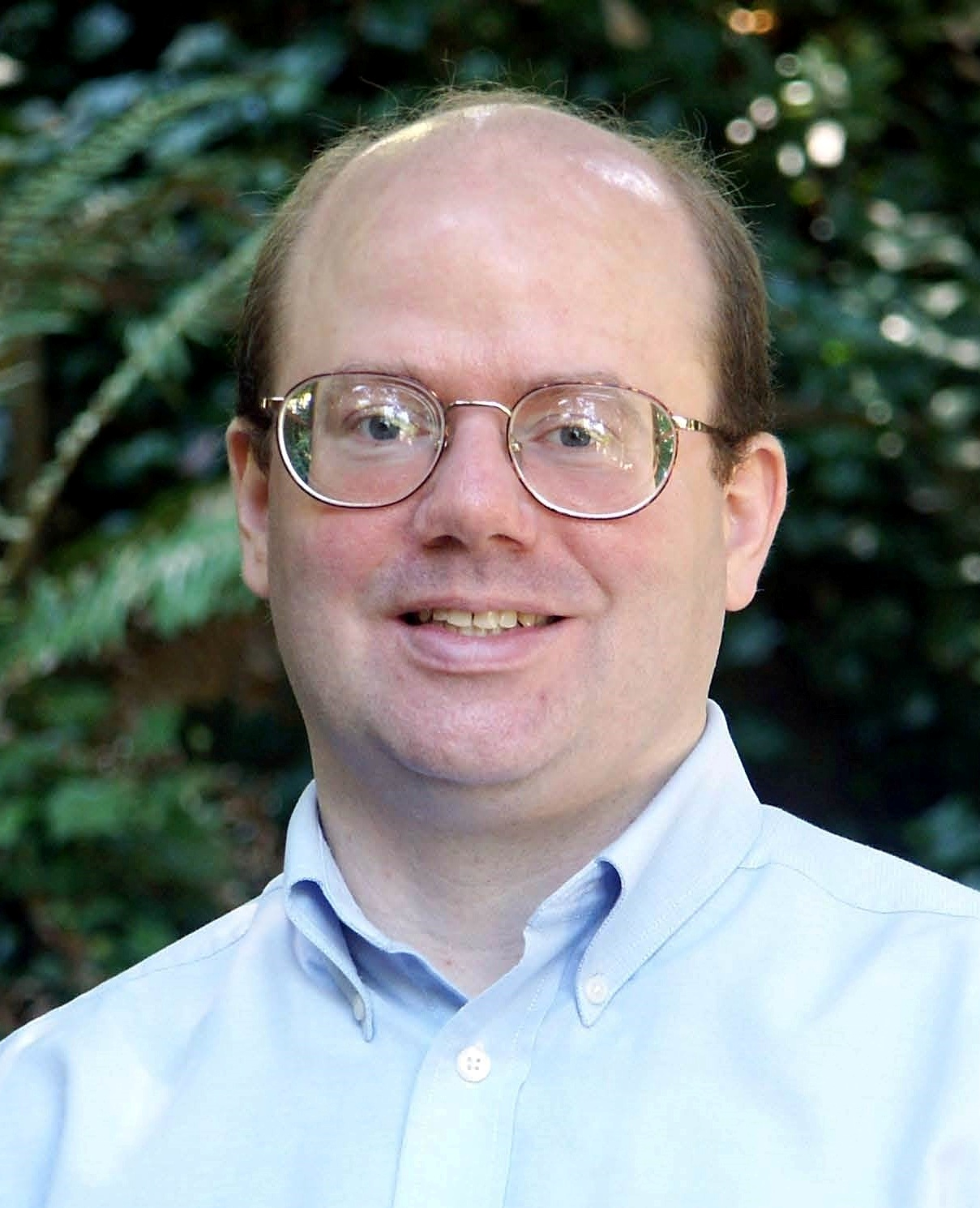
2006年的拉里·桑格

中立的觀點最早可以追溯到2000年主編拉里·桑格（Larry Sanger）對維基百科前身Nupedia撰寫的「非偏見政策」（英語：Lack of bias policy）。非偏見政策主要分為四個方面:18-21 ：
- 對於每個觀點都應該賦予公平表達的權利，包括對於有爭議的觀點時，應該加入相反的觀點，假如這些觀點是重要的少數專業人士持有的話。而爭議雙方有判斷自己的觀點是否得到公正表達的權利；
- 受歡迎的觀點不一定是正確的，對於爭議的觀點需要說明在何時或者何地是主流的；
- 措詞中立，要注意措詞和語氣不應帶偏見，暗示某種價值的語言不應被使用。
- 不應該以第一人稱，應該使用第三人稱。

在維基百科創立後，他也在「考慮規則」中加入了「避免偏見」的一項。當中以大概以一段話以解釋有什麼可以避免偏見的方法，並建議編者盡可能將爭議偏見以事實陳述來顯示，並在文末給出吉米·威爾士的見解連結。:212001年12月20日，拉里·桑格元維基上發表了中立性觀點的草稿，此份草稿相較於較起之前兩次的原則草案篇幅更為長而且更為詳細。:25該草案有五項原則性的論述有:26-27：
- 摘要：解釋中立性的基本概念和為什麼維基百科必須要沒有偏見，本則上是對之前的描述再深入細化。
- 解釋什麼是中立的觀點：大致上和「原始表述」相同，解釋中立的觀點是一種寫作方式而不是一種真正的觀點。但拉里·桑格在此第一次提及，多數派和少數派觀點不一的問題，他認為不應該給予少數派相比多數派同樣多的描述。
- 堅持事實：維基百科應該只致力陳述事實。而當陳述觀點時，會將一些觀點轉化為事實。
- 公平和和諧的語氣：要求條目中所有的立場都要以合理的語氣來編輯。
- 「為敵人寫作」：展示一方的觀點時，同時也要展示相反的觀點。並以英文維基百科墮胎的條目作為例子。

之後，專案後半部份在「反對和澄清」中以十個問題和解答的方式展開對中立的觀點的解釋。:27

### 吉米·威爾士的見解

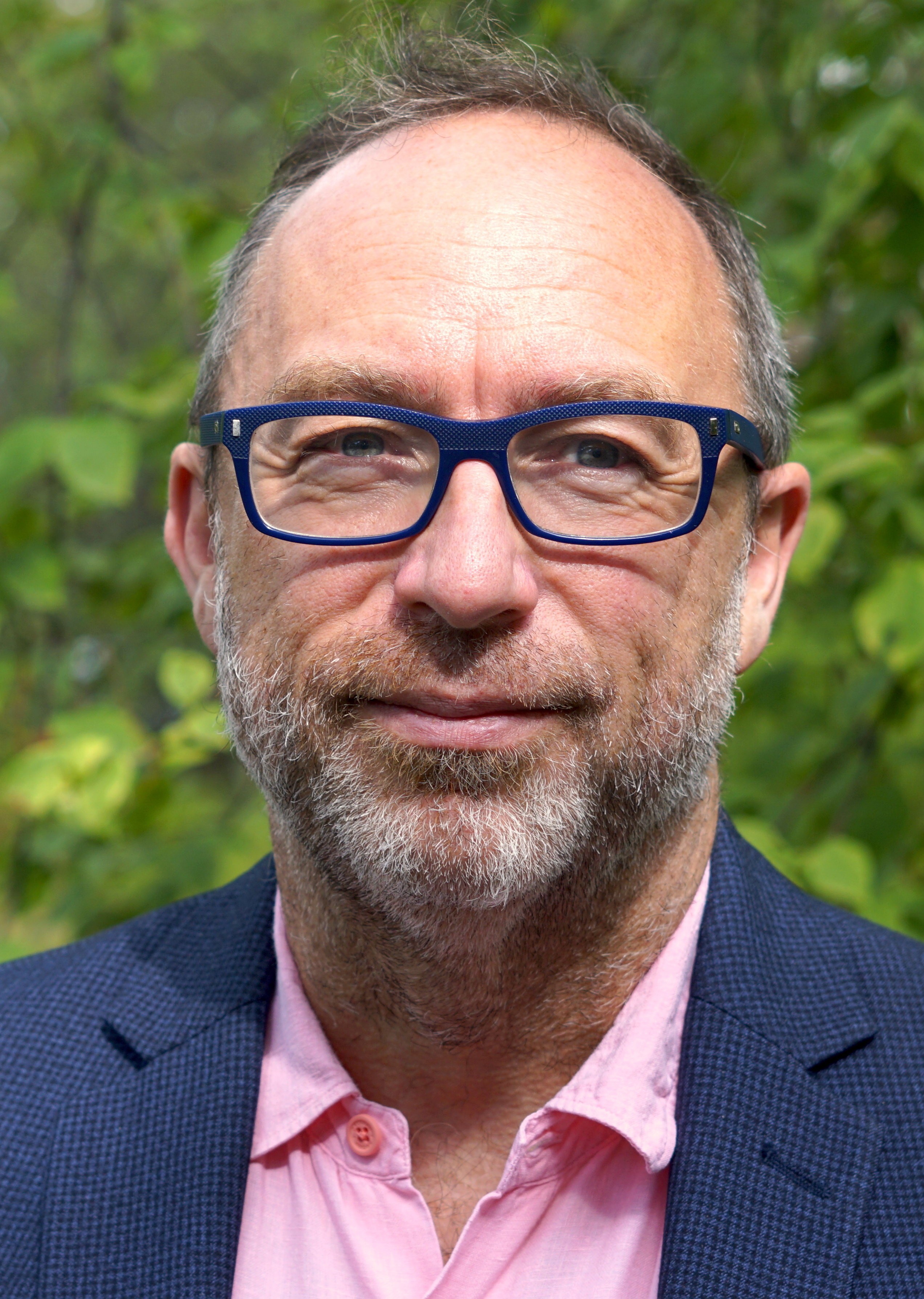
2019年的吉米·威爾士

維基百科在2001年1月15日成立後，創始人之一吉米·威爾士在成立後的三個月內也表達出其對避免偏見和中立的觀點的見解，在「中立的觀點」的方針的後續版本中，他的聲明被視為是原始的表述。「中立的觀點」由兩部份所組成，第一部份是他對於中立觀點的理解。他認為中立的觀點是以一種支持者和反對者都能同意的方式來表達觀點和事實。「中立的觀點」並不是一種真正的觀點，而是一種寫作方式，但他並沒有列舉具體的中立性原則。:22-23
第二部份是由一些編輯者對偽科學內容中立性處理的討論。部份編者認為，「偽科學」不應該在文章中被平等對待。但也有編者認為沒有必要對偽科學表現敵意，並以按摩、草藥療法、針灸等舉例。結論認為，要對這些內容表達出他們缺乏證實證實的基礎，並以中立的觀點放於內文。:23但暫時無論是拉里·桑格還是吉米·威爾士都只是對維基百科的觀點中立進行表達，並沒有針對觀點來源的可靠性進行論述。:25
2003年9月29日，吉米·威爾士在回應一位編輯者的郵件內容時提及了「適當和過度的比重」（Due and undue weight）表述，主要關於維基百科中多數派和少數派之間觀點呈現比例的問題。他認為無論是多數觀點還是少數觀點也好，只要有參考文字證明都可以引進維基百科。但假如是極少數或者極有限觀點，無論它是否真實都不應在維基百科之中，除非它出現在一些補充條目中。:29

### 規則定立和成為方針

在「中立的觀點」專案中的說明圖片。天秤的两边均放有维基百科标志，象征维基百科观点中立

2001年11月10日，維基人Red Bowen在英文維基百科上創立了「Neutral point of view」的維基專案，並進行了第一次編輯，並將吉米·威爾士的觀點引於專案之中，加入其他編者對中立性觀點的討論。內容大致包括在「偽科學」一節後加入其他編者論點，在吉米·威爾士對維基百科中立立場的強調後面加上了一般討論，以及處理美國中心主義問題（Dealing with Americo-centricity）和地理偏見問題（Geographical Bias）的討論。但是於12月24日，上述討論全部被更換成拉里·桑格的在元維基上的草案。:30-31
2005年1月19日，吉米·威尔士邮件内容中涉及了「适当和过度的比重」的表述被引用到至專案中。:30在同年，4月5日，該專案被社群認証為「官方政策和方針」。:32在成為官方政策和方針意味着社群假如需要對進行重大修改則要先向社群提出修訂議案。:46

## 影響
部份維基農場都有部份採用維基百科的中立政策，例如哈利波特維基，但是作出了實際上的變化，要求筆者從中立地在「虛假世界」的角度來編寫條目，而非從現實世界編寫。但是也有維基農場完全不使用維基百科中立的方針論述，例如小眾百科。他們認為來閱讀這些粉絲維基的讀者一般都是已經對此主題有一定的認識，以不客觀的方式來描寫更能讓讀者投入其中。

## 實行困難
有不少學者、媒體對於維基百科上的條目內容進行了具體分析，發現不少的條目在實行中立的觀點時都遇上了困難。
李淨先分析了英文維基百科「2017 China-India border standoff」（中文對應條目：2017年中印军队洞朗对峙事件）的條目。他認為，「中立的觀點」和共识可能作为一种修辞技巧被编辑者用来维护自身观点、删除对立观点。在此條目中，編者濫用中立的觀點方針，將中立的觀點作為刪除其他編輯者的工具。此外，编者還將此原則選擇性使用，將中立的觀點方針施於對方的論點，而不施於己方的論點上。:96
趙士林和張亞瓊對中文維基百科「上海外來人口問題」進行了分析。在該條目中，首十位編者中其中五位都是上海維基人或者在上海生活。上海維基人的部份人物為此條目增加了大部份外來人口犯罪事件。但在條目當時所列舉的11件事件中，前5起在案件中加入了具體省份名稱，部份案件甚至不是外來人口的問題，為此條目增加了地域偏見。他們批評編者在引用來源時，只按語境截取能表達自己觀點的句子。在這些引文不當的情況下，強化了本地人的積極信息，和外地人的消極信息。維基百科的編者曾在該條目的討論區討論。支持條目創建者和上海維基人以貶抑偏見的態度的語氣較多，反而對條目持懷疑者則語氣偏弱，在論戰中落於下風。兩者在討論間無法為條目的中立性達成共識，走向極化。
BBC在分析元朗襲擊事件時發現編者在事件發生兩天後進行了超過一百次編輯，兩派不停以圍繞小字眼進行修改，例如將鄉郊勢力更改為恐怖分子、恐怖襲擊被修改為衝突等。BBC認為，「這些修改通常是以西方視角出發去看待這些事件」，但親中編者認為這是偏頗。立場新聞也針對此條目進行分析，在事件發生後一天，討論頁對條目的命名展開了論戰，各人以各種報導和來源以論證「恐佈襲擊」是否大眾對事件的普遍描述和共識，之後在7月底才出現基本共識。

## 評價

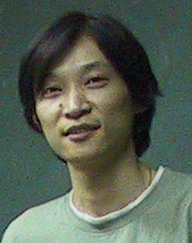
中文維基百科行政員時昭

吉米·威爾士在回應BBC的訪問時表示：「我們（維基百科）對於中立性、言論自由和質素有很根深蒂固的信念。」
中文維基百科行政員時昭認為中立對於維基百科來說是最重要的，他認為維基所堅持的中立態度可以令更多、更全面的觀點被包括在內。雖然維基百科致力使上面的文章公正客觀，但不是要追求撰寫條目時要絕對客觀，而是公平地展現一個立場的所有觀點。
羅森茨威格（Rosenzweig）在其研究中認為，維基百科的「所有文章都是由人編輯的」，而「人都會有內在的偏見」，故此在現實中很難實現，但中立的觀點為維基人提供了共同的話語基礎，大家都會向中立靠攏。

### 一手資料
1. ↑  拉里·桑格和Nupedia編者：《Nupedia Statement Of Editorial Policy》，2012年10月2日，3-4頁，閱於2022年1月8日。
2. ↑  吉米·威爾士：roy_q_royce at hotmail.com: --A Request RE a WIKIArticle （页面存档备份，存于），2003年9月29日，閱於2022年1月8日。
3. ↑  維基百科編者：Wikipedia:中立的观点，2021年8月9日，閱於2022年1月8日。

## 連結
- Nupedia上非偏見政策全文（英文）
- 元維基上中立的觀點草案 （页面存档备份，存于） （英文）
  - 英文維基百科上中立的觀點專案 （页面存档备份，存于）（英文）
  - 中文維基百科上中立的觀點專案 （页面存档备份，存于）（中文）